# Полигнот Тасоски
 Тази статия е за атинския стенописец.  За атинския художник върху вази вижте Полигнот (вазописец).  
Полѝгнот Тасоски (на старогръцки: Πολύγνωτος ό Θάσιος, Полигнотос) е класически древногръцки художник от средата на V век пр. Хр., известен със своите монументални стенописи в Древна Атина, които обаче не са достигнали до нас.

## Биография
Полигнот е роден на остров Тасос и е син и ученик на художника Аглаофон. Брат му Аристофон също е художник. Около 462 година по покана на Кимон пристига в Атина и получава атинско гражданство. Сестрата на Кимон Елпиника е обвинявана, че има връзка с Полигнот. По този повод Плутарх пише, че когато изобразявал троянските жени на Стоа Пойкиле, Полигнот придал на Лаодика чертите на Елпиника. Според Плутарх Полигнот е изрисувал тази стоа безплатно, воден от желание да допринесе за благото на града.

## Творби
По времето на Кимон Полигнот рисува в Атина на стената на Стоа Пойкиле картина за превземането на Троя и друга за сватбата на дъщерите на Левкип в Анакиона. Други творби на Полигнот е имало на входа на Акропола.
Други творби:
- Маратономахия, на Стоа Пойкиле в Атина
- Аргонавтите, в храма на Диоскурите
- Амазономахия, вероятно в Тезеона
- Отвличането на дъщерите на Левкип, в храма на Диоскурите
- Илиуперсис, в Делфи
- Некия, в Делфи

Най-известната картина на Полигнот е върху сграда, издигната в Делфи от книдосците, и изобразява „Слизането на Одисей в Хадес“ („Некия“) и „Превземането на Троя“ („Илиуперсис“). Гръцкият пътешественик от II век Павзаний е оставил детайлно описание на тези картини, фигура по фигура. Френска археологическа експедиция в Делфи в края на XIX век разкрива основите на сградата.
От тези сведения са правени опити да се реконструират картините без цветовете им. В 1892 г. археологът Карл Роберт (1850 – 1922) реконструира Полигнотовите делфийски рисунки на базата на рисунки върху вази от средата на V век пр. Хр. В 1898 г. Джеймс Джордж Фрейзър в своето издание на Павзаний възпроизвежда дизайна на Роберт.

## Стил
Изглежда картините от Полигнотово време са изпълнявани точно по същия начин като съвременните им скулптурни релефи. Идеализираните фигури в естествена големина са разположени свободно в композицията. В гръцкото изкуство този метод е новост, макар да има прецеденти в други култури – особено в асирийското изкуство. Полигнот къса със стария гръцки принцип на подредба на фигурите в една линия. Неговите фигури са отделно една от друга и рядко се застъпват. Разположени са в два или три реда и една над друга на неравен терен. Подобни модели могат да се открият в съвременните вази, може би под негово влияние. Липсва унифицираща перспектива в модерния смисъл на понятието – всяка отделна фигура е фокус на интереса, като по-далечните не са по-малки или по-неясни от по-близките. Достолепието на фигурите се допълва с фини детайли. Полигнот е използвал остър ракурс и малко на брой цветове – черно, бяло, червено и охра, а техниката му е доста примитивна. Съвременниците му и може би учителят на Фидий са имали същия маниер. Творбите му се отличават с почти детинска простота, чувство, едновременно благородно и нежно и очарование при изпълнението за разлика от по-раздвижените, сложни и технически по-напреднали картини от по-късната епоха.
Постиженията на Полигнот са в красотата на изрисуване на отделните фигури и особено в етическия и „идеален“ характер на изкуството му. Този етос, който по-късните критици, например Аристотел в „Поетика“,, оценяват високо, демонстрира разбиране за характера като вътрешна настройка, ръководеща действията и манифестирана във външността на човека.